# کانتر استرایک
کانتر استرایک (سی‌اس) (به انگلیسی: Counter-Strike (CS)) (به تلفظ دیگر: کانتر استریک) مجموعه‌ای از بازی‌های ویدئویی تیراندازی اول شخص تاکتیکی چند نفره است که در آن تیم‌های تروریستی برای انجام یک عمل تروریستی (بمب‌گذاری، گروگان‌گیری، ترور) اقدام می‌کنند در حالی که ضد تروریست‌ها سعی می‌کنند از آن جلوگیری کنند (خنثی کردن بمب، نجات گروگان، اسکورت). اولین بازی این مجموعه در ویندوز در سال ۱۹۹۹ با نام کانتر استرایک منتشر شد. این بازی در ابتدا به عنوان یک مود برای هف لایف منتشر شده بود؛ سپس حق مالکیت فکری مود به ولو داده شد و این شرکت آن را به صورت یک محصول فیزیکی در سال ۲۰۰۰ منتشر کرد.
پس از بازی اول، کانتر استرایک کاندیشن زیرو توسط ترتل راک استودیوز و ریچیال انترتینمنت توسعه یافت و در مارس ۲۰۰۴ منتشر شد. هشت ماه بعد شرکت ولو، کانتر استرایک: سورس را منتشر کرد که بازسازی نسخه اصلی کانتر استرایک ۲۰۰۰ بود و اولین نسخه از مجموعه که بر روی سورس جدید ولو اجرا می‌شد. چهارمین بازی از مجموعه اصلی، کانتر-استرایک: گلوبال آفنسیو، توسط ولو و با توسعهٔ هیدن پث انترتینمنت در سال ۲۰۱۲ برای ویندوز، مک‌اواس، ایکس‌باکس ۳۶۰ و پلی‌استیشن ۳ منتشر شد. همچنین عنوان کانتر استرایک ۲ در مارس ۲۰۲۳ با ذکر تاریخ انتشار آزمایشی در تابستان ۲۰۲۳ معرفی شد.
این مجموعه چندین عنوان اسپین آف از جمله کانتر استرایک آنلاین را در طول سال‌ها برای بازارهای آسیایی نیز ایجاد کرده‌است.

## گیم‌پلی
کانتر استرایک یک شوتر اول شخص چند نفره مبتنی بر هدف است. دو تیم مخالف هم — تروریست‌ها و ضد تروریست‌ها — در حالت‌های بازی برای تکمیل اهدافی مانند ایمن کردن مکانی برای نصب یا خنثی کردن بمب و نجات یا نگهبانی از گروگان‌ها با هم رقابت می‌کنند. در پایان هر دور، بازیکنان بر اساس عملکرد فردی خود با پول درون بازی پاداش می‌گیرند تا در دورهای بعدی برای سلاح‌های قدرتمندتر هزینه کنند. پیروزی در هر دور و کشتن بازیکنان دشمن منجر به دریافت پول بیشتری نسبت به کشته‌شدن و باختن در آن دور می‌شود. کشتن هم تیمی‌ها در بعضی حالت‌ها، تبعات منفی دارد.

## بازی‌ها
| ۲۰۰۰      | کانتر استرایک                 |
| ۲۰۰۱–۲۰۰۳ |                               |
| ۲۰۰۴      | کانتر استرایک کاندیشن زیرو    |
| ۲۰۰۴      | کانتر استرایک: سورس           |
| ۲۰۰۴      | Counter-Strike Neo            |
| ۲۰۰۵–۲۰۰۷ |                               |
| ۲۰۰۸      | کانتر استرایک آنلاین          |
| ۲۰۰۹–۲۰۱۱ |                               |
| ۲۰۱۲      | کانتر-استرایک: گلوبال آفنسیو  |
| ۲۰۱۳      | کانتر استرایک آنلاین ۲        |
| ۲۰۱۴      | Counter-Strike Nexon: Zombies |
| ۲۰۱۵–۲۰۲۲ |                               |
| ۲۰۲۳      | کانتر استرایک ۲               |

### کانتر استرایک ۲
ولو در ۲۲ مارس ۲۰۲۳، کانتر استرایک ۲ را معرفی کرد که از موتور بازی سورس ۲ استفاده می‌کند. در ابتدا به عنوان یک ارتقاء رایگان برای گلوبال آفنسیو با تاریخ انتشار در تابستان ۲۰۲۳ اعلام شد. در ۱ سپتامبر ۲۰۲۳، به صورت بتا محدود منتشر شد، و بازی اصلی در ۲۷ سپتامبر جایگزین گلوبال آفنسیو شد.

## بازخورد
کانتر استرایک یکی از تأثیرگذارترین بازی‌های تیراندازای اول شخص در تاریخ محسوب می‌شود. این مجموعه دارای یک جامعه رقابتی گسترده‌است و مترادف با سبک تیراندازی اول شخص شده‌است. تا اوت ۲۰۱۱، سری کانتر استرایک بیش از ۲۵ میلیون واحد فروخته‌است.